# Molophilus sigma
Molophilus sigma là một loài ruồi trong họ Limoniidae. Chúng phân bố ở miền Australasia.